# تونی میلر
تروی میلر (انگلیسی: Troy Miller ) یک کارگردان، تهیه‌کننده، فیلم‌نامه‌نویس و فیلم‌بردار اهل ایالات متحده آمریکا است. او بیشتر به خاطر کارهای کمدی شناخته می‌شود و دو بار برنده و پانزده‌بار نامزد جایزه امی شده‌است. وی چند فیلم سینمایی را کارگردانی و نمایش‌های تلویزیونی زیادی را تولید و کارگردانی کرده‌است.

## فیلم‌شناسی

### سینما
- احمق و احمق‌تر: وقتی هری لوید را دید (۲۰۰۳)
- جک فراست (۱۹۹۸)

### تلویزیون
- دختر جدید (مجموعه تلویزیونی، ۲۰۱۲)
- پرورش شکست‌خورده (۱۸ اپیزود، ۲۰۱۸)
- بروکلین نه-نه (۱ اپیزود، ۲۰۱۳)
- پرورش شکست‌خورده (۱۶ اپیزود، ۲۰۱۵-۲۰۱۳)
- اداره (۳ اپیزود، ۲۰۱۳-۲۰۱۱)
- دختر جدید (۱ اپیزود، ۲۰۱۲)
- پارک‌ها و تفریحات (۷ اپیزود، ۲۰۱۲-۲۰۰۹)
- داستان زندگی هوپ (۱ اپیزود، ۲۰۱۱)
- در حد مرگ کسل‌شده (۱۵ اپیزود، ۲۰۱۱-۲۰۰۹)
- فقط برای خنده: شوخی (۳ اپیزود، ۲۰۰۷)
- جنی مک‌کارتی شو (۳ اپیزود، ۱۹۹۷)
- پخش زنده شنبه شب (۲ اپیزود، ۱۹۹۶)

### فیلم کوتاه
- شصت و پنجمین جوایز امی ساعات پربیننده (۲۰۱۳)
- هشتاد و چهارمین دوره جوایز اسکار (۲۰۱۲)
- شصت و سومین جوایز امی ساعات پربیننده (۲۰۱۱)
- هشتاد و سومین دوره جوایز اسکار (۲۰۱۱)
- هفتاد و هشتمین دوره جوایز اسکار (۲۰۰۶)
- هفتاد و ششمین دوره جوایز اسکار (۲۰۰۴)
- هفتاد و دومین دوره جوایز اسکار (۲۰۰۰)
- هفتادمین دوره جوایز اسکار (۱۹۹۸)
- شصت و نهمین دوره جوایز اسکار (۱۹۹۷)